# 阳长镇
阳长镇，是中华人民共和国贵州省毕节市纳雍县下辖的一个乡镇级行政单位。

## 行政区划
阳长镇下辖以下地区：
五龙社区、工贸社区、乐丰社区、大房子村、丰家丫口村、沟底村、海摩村、海子村、核桃寨村、胡家寨村、滥木桥村、林箐村、骂仲村、米落村、青林村、跳花坡村、小寨村、肖家寨村、下坝村、堰塘村、自巩村和街上村。